# Prix Notre-Dame de Paris
Groupe III
Le prix Notre-Dame de Paris, anciennement prix du président de la République, est une épreuve de steeple-chase de niveau Groupe III réservée aux chevaux de 5 ans et plus qui se déroule à l'hippodrome d'Auteuil sur la distance de 4 700 mètres. Il s'agit du handicap d'obstacle le mieux doté de l'année en France. L'allocation totale actuelle est de 225 000 €.

## Histoire
À la suite de l'incendie de Notre-Dame de Paris, l'édition 2019 est rebaptisée prix Notre-Dame de Paris et les bénéfices de la course sont reversés au profit de la reconstruction de la cathédrale,,,.
Le 21 avril 2019, le départ du prix Notre-Dame de Paris a été donné à 15 h 15 à Auteuil en présence de Christophe Rousselot directeur développement ressources, délégué général de la Fondation Notre Dame, auprès de Mgr Aupetit, archevêque de Paris, d’Édouard de Rothschild, président de France Galop, de Jean d’Indy, vice-président de France Galop, et du représentant du président de la République.
Avant d'être renommé prix Notre-Dame de Paris, le prix du président de la République ne devait pas être confondu avec le prix du président de la République (course de plat) — devenu le Grand Prix de Saint-Cloud — ainsi que le prix du président de la République (course de trot monté).

## Palmarès

### Vainqueurs depuis 1990
| Année | Vainqueur          | Jockey             | Entraineur             | Propriétaire    | Temps         |
| ----- | ------------------ | ------------------ | ---------------------- | --------------- | ------------- |
| 1990  | Sabre d'Estruval   | Jean-Yves Artu     |                        |                 |               |
| 1991  | Nile Prince        | Philippe Chevalier |                        |                 |               |
| 1992  | Dacquois           | Guy Landau         |                        |                 |               |
| 1993  | Algan              | Adam Kondrat       |                        |                 |               |
| 1994  | Alt'Ela            | Patrick. Havas     |                        |                 |               |
| 1995  | Bep's              | Olivier Auchère    |                        |                 |               |
| 1996  | Thann              | Patrick. Havas     |                        |                 |               |
| 1997  | Questche           | D. Desoutter       |                        |                 |               |
| 1998  | Chant Royal        | Philippe Chevalier |                        |                 |               |
| 1999  | Indian River       | Benoît Gicquel     |                        |                 |               |
| 2000  | Graal de Chalamont | Christophe Provot  |                        |                 |               |
| 2001  | Subehargues        | Benoît Gicquel     |                        |                 |               |
| 2002  | Le Cid             | Patrice Julien     |                        |                 |               |
| 2003  | Gwenn              | Guillaume Rivière  |                        |                 |               |
| 2004  | Jingle Rose        | Christophe Pieux   |                        |                 |               |
| 2005  | Louping d'Ainay    | Dean Gallagher     |                        |                 |               |
| 2006  | Jeu de Brook       | Dean Gallagher     |                        |                 |               |
| 2007  | Norville du Bois   | Frédéric Ditta     |                        |                 |               |
| 2008  | Palypso de Creek   | Boris Chameraud    |                        |                 |               |
| 2009  | Objectif Spécial   | Bertrand Thélier   |                        |                 |               |
| 2010  | Rescato de l'Oust  | Nathalie Desoutter |                        |                 |               |
| 2011  | La Segnora         | Frédéric Ditta     |                        |                 |               |
| 2012  | Quart Monde        | Gaetan Olivier     |                        |                 |               |
| 2013  | Full Jack          | Alexis Acker       |                        |                 |               |
| 2014  | Tzar's Dancer      | Wilfrid Denuault   | Leenders E.            |                 | 5 min 58 s 21 |
| 2015  | Saint Pistol       | Arnaud Duchene     | Laurent Viel           |                 |               |
| 2016  | Kelthomas          | Armand de Chitray  | Jean-Marc Baudrelle    |                 |               |
| 2017  | Via Dolorosa       | Olivier d'Andigné  | Arnaud Chaillé-Chaillé |                 |               |
| 2018  | Balkan du Pécos    | Théo Chevillard    | François Nicolle       |                 |               |
| 2019  | Montgéroult        | Geoffrey Ré        | Marcel Rolland         | Robert Ollivier |               |
| 2020  | D'Jango            | Paul Denis         | David Pipe             |                 |               |
| 2021  | Fanfaron Spécial   | Félix de Giles     | Patrice Quinton        |                 |               |
| 2022  | Road Mix Tavel     | Dylan Salmon       | Daniela Mele           |                 |               |
| 2023  | Imperil            | Jack Quinlan       | Nick Littmoden         |                 |               |

### Vainqueurs antérieurs
- 1974: Le Grognard